# Bolitoglossa hartwegi
Bolitoglossa hartwegi é uma espécie de anfíbio caudado pertencente à família Plethodontidae, sub-família Plethodontinae.